# Blue Flame
El Blue Flame es un vehículo propulsado a reacción, que conducido por Gary Gabelich consiguió el récord mundial de velocidad en tierra en el salar de Bonneville (Utah) el 23 de octubre de 1970.
El vehículo puso los récords de velocidad de la FIA en 622,407 millas por hora (1001,667 km/h) para la milla, y en 630,388 millas por hora (1014,511 km/h) para el kilómetro.

## Diseño y construcción
El Blue Flame fue construido en Milwaukee, Wisconsin por Reaction Dynamics, una compañía formada por Pete Farnsworth, Ray Dausman y Dick Keller, quien había desarrollado el primer dragster propulsado por un cohete de peróxido de hidrógeno (el X-1, pilotado por Chuck Suba).
El Blue Flame utilizó una combinación de peróxido de hidrógeno de alta concentración y gas natural licuado (GNL), presurizado con gas helio.  El proyecto fue patrocinado por la American Gas Association, con la asistencia técnica del Instituto de Tecnología Gasista de Des Plaines.

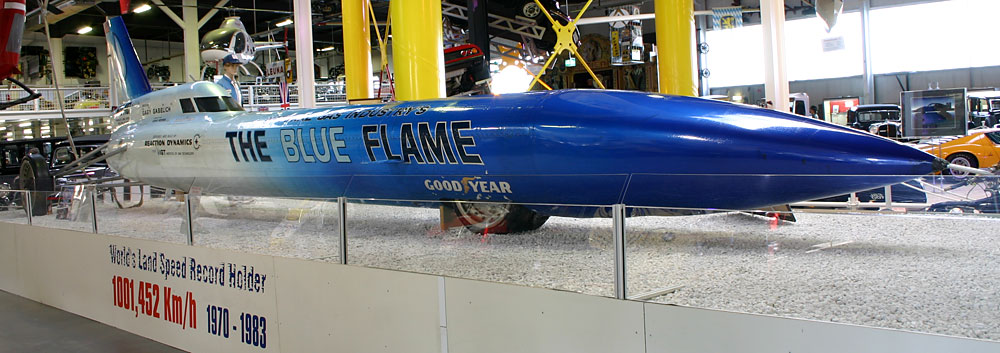
El Blue Flame exhibido en el Museo de la Automoción y la Tecnología de Sinsheim, Alemania

Reaction Dynamics fue formada en 1965 y comenzó como "DFK Enterprises", por Dausman, Farnsworth y Keller. En aquel tiempo Keller trabajaba a tiempo parcial como ayudante de investigación de tecnología gasista en el Instituto de Illinois de Tecnología,  una dependencia de la Asociación Gasista Americana. Farnsworth era corredor de dragsters.
El motor del Blue Flame fue diseñado por Reaction Dynamics y algunos de los componentes fueron fabricados por Galaxy Manufacturing de Tonawanda, Nueva York, fundada en 1966 por Donald J. Magro y Gerald Muhs, dedicada principalmente a los campos de los sistemas de control del flujo, los sistemas de cavitación venturi, y la maquinaria de precisión.
El motor del Blue Flame es de propelente líquido, refrigeración regenerativa y empuje variable. Puede trabajar tanto con un solo propelente como con la mezcla de dos. También permite el uso del gas natural como líquido, como gas o como ambos a la vez, con una combustión de dos etapas inicial. Una vez establecido el flujo oxidante, entonces el gas natural licuado se introduce en un intercambiador de calor, donde se vaporiza y sube rápidamente a la temperatura de combustión. El gas es entonces inyectado a la cámara de combustión con el oxígeno proporcionado por el peróxido de hidrógeno. Se produce un frente de llama estable y el gas licuado restante es inyectado para llevar el motor a su plena potencia.
El diseño nominal del motor permitía un intervalo de 20 segundos a pleno empuje (22.500 libras; 100.000 N) generando el equivalente a 58.000 caballos (43.000 kilovatios). Keller declaró que Goodyear, el fabricante de los neumáticos, restringió por motivos de seguridad su velocidad máxima a 700 millas por hora (1126,541 km/h).
Reaction Dynamics posteriormente modificó el flujo de gas natural licuado introduciendo el sistema de inyección de dos etapas, potenciando el motor a su máximo rendimiento. El empuje real utilizado durante las carreras de récord estuvo entre 13.000 libras (5.900 kilogramos, equivalente a 35.000 caballos o 26.000 kilovatios) y 15.000 libras (unos 6.800 kilogramos).
Según Keller, los puntos de cronometraje del kilómetro estaban dentro de los de la milla. Las carreras de récord del Blue Flame implicaron acelerar continuamente hasta el centro de la milla, utilizando el impulso adquirido para cubrir la media milla restante. La velocidad punta, de aproximadamente 650 millas por hora (1046,074 km/h), se obtenía en aquel punto y entonces el vehículo deceleraba en la otra mitad del recorrido. El kilómetro cronometrado se situó hacia el final de la milla, obteniéndose una velocidad 8 millas por hora (12,875 km/h) más alta.
El fuselaje del Blue Flame es una estructura semi-monocasco de aluminio, con un armazón tubular soldado en la sección de la nariz, y revestido de paneles también de aluminio. El vehículo mide 11,394 m de largo; 2,477 m de alto hasta arriba de la aleta de cola; 2,34 m de ancho; y la distancia entre ejes es de 7,8 m. Tiene un peso en vacío de 1800 kilogramos y de aproximadamadamente 3000 kilogramos a plena carga.
La compañía Goodyear diseñó unos neumáticos del tipo 8:00-25 para el vehículo, con un diámetro exterior de 880 mm y la superficie de la banda de rodadura lisa. Para ayudar a impedir los efectos del calor generado, iban inflados con gas nitrógeno a 24 bares de presión.

## Récord de velocidad en tierra
El 23 de octubre de 1970, Gary Gabelich condujo el Blue Flame en Bonneville, estableciendo un nuevo récord de velocidad en 622.407 millas por hora (1,001.667 km/h) para la milla, y de 630.388 millas por hora (1,014.511 km/h) para el kilómetro. Según las reglas que regulan los récords de velocidad en tierra, una marca es reconocida solo después de realizar dos carreras en sentido opuesto a través del kilómetro y/o de la milla cronometrados; y ambas carreras tienen que realizarse en el plazo máximo de una hora.

## Legado

### Récords posteriores de otros vehículos
El récord de velocidad en tierra establecido por el Blue Flame fue batido el 4 de octubre de 1983 por Richard Noble conduciendo su vehículo a reacción, el Thrust2. Esto situó el registro de la milla en 633,468 millas por hora (1019,468 km/h). El récord del kilómetro de 630,388 millas por hora (1014,511 km/h) permaneció hasta que el Thrust SSC rompió la barrera del sonido en 1997, elevándolo a 760,343 millas por hora (1223,653 km/h).

### Historia posterior del vehículo
El Blue Flame permanece en exposición permanente en el Museo de la Automoción y la Tecnología de Sinsheim en Alemania.
Tuvo una breve aparición en Los Simpson, en el episodio día que murió la violencia de la temporada 7. https://simpsons.fandom.com/wiki/Rocket_Car

## Lecturas relacionadas
- Rocketman: My Rocket-Propelled Life and High-Octane Creations. Motorbooks Intl. 2007. ISBN 978-0-7603-3143-9.

- Datos: Q515737
- Multimedia: Blue Flame / Q515737